# Comité français des barrages et réservoirs
 (mai 2020).
Si vous disposez d'ouvrages ou d'articles de référence ou si vous connaissez des sites web de qualité traitant du thème abordé ici, merci de compléter l'article en donnant les références utiles à sa vérifiabilité et en les liant à la section « Notes et références ».
 (mai 2020).
Pour les articles homonymes, voir CFBR.
Le Comité français des barrages et réservoirs est une association française créée en 1926 et modifiée en 1936. 

## Activités
Il a notamment œuvré à la création de la Commission internationale des grands barrages constituée à Paris en 1928.
Le Comité s’est donné la mission de favoriser le progrès dans la conception, la construction, l’entretien et l’exploitation des barrages y compris les usines quand elles sont intégrées aux barrages. Il assure également sa mission par l’échange d’informations entre ses membres.
Un colloque technique annuel ouvert à l’ensemble de la profession est organisé. Il anime des groupes de réflexion nationaux chargés d’élaborer des recommandations. Un site en ligne présente très succinctement les barrages.